# Louis Albert-Lefeuvre

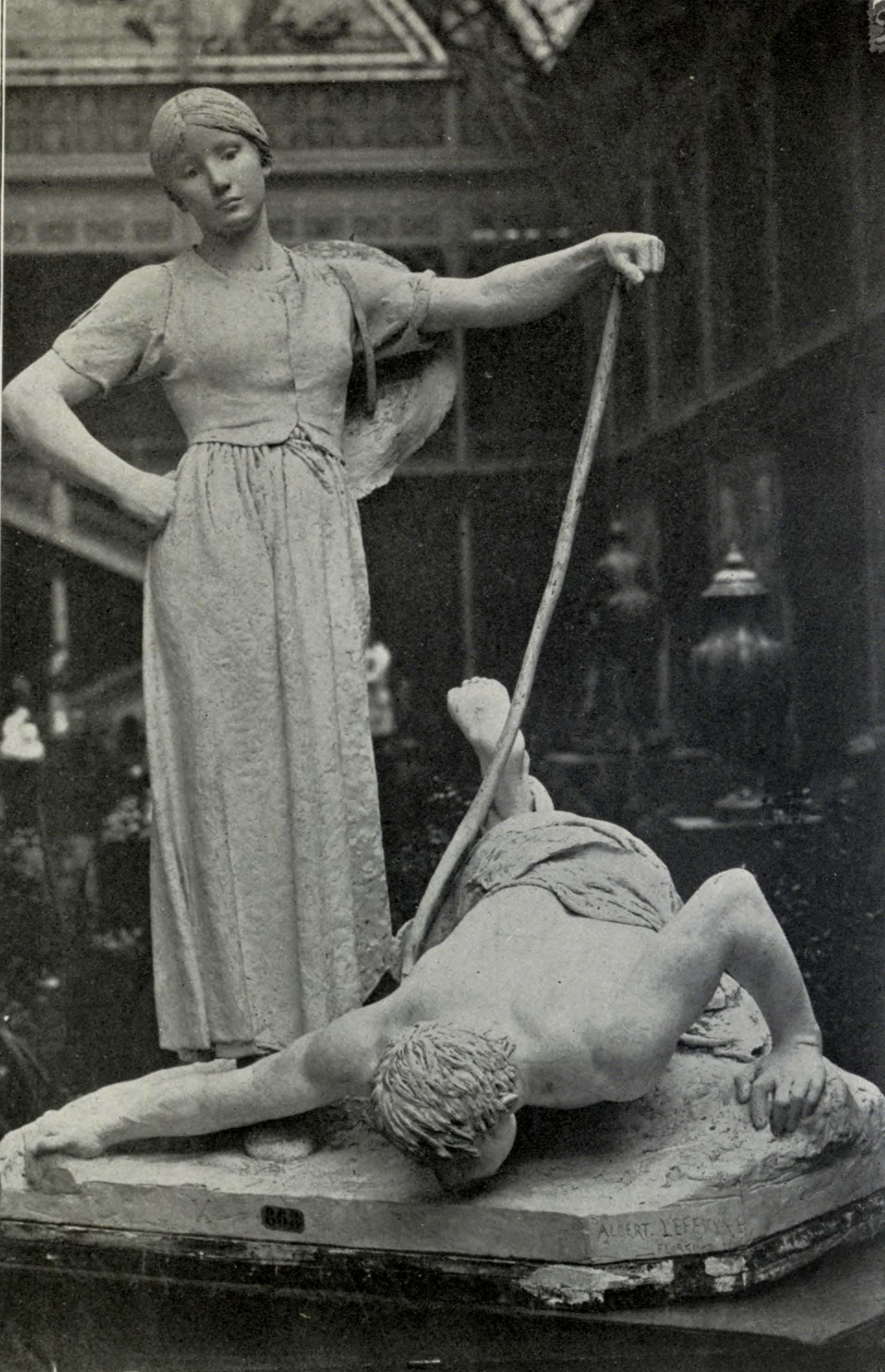
Après le travail - Tras el trabajo

Albert-Louis Lefeuvre (nacido en 1845 en París - fallecido en 1924 en Neuilly-sur-Seine) fue un escultor francés.

## Datos biográficos
Louis Étienne Marie Albert-Lefeuvre nació en París en el año  1845.
Fue alumno de Auguste Dumont y Alexandre Falguière. Expuso desde 1875 obras alegóricas: Pour la patrie-Por la patria, la Muse des bois-la musa del bosque.
Diferentes fundiciones editan sus bronces, entre ellas la fundición Siot-Decauville.

## Obras

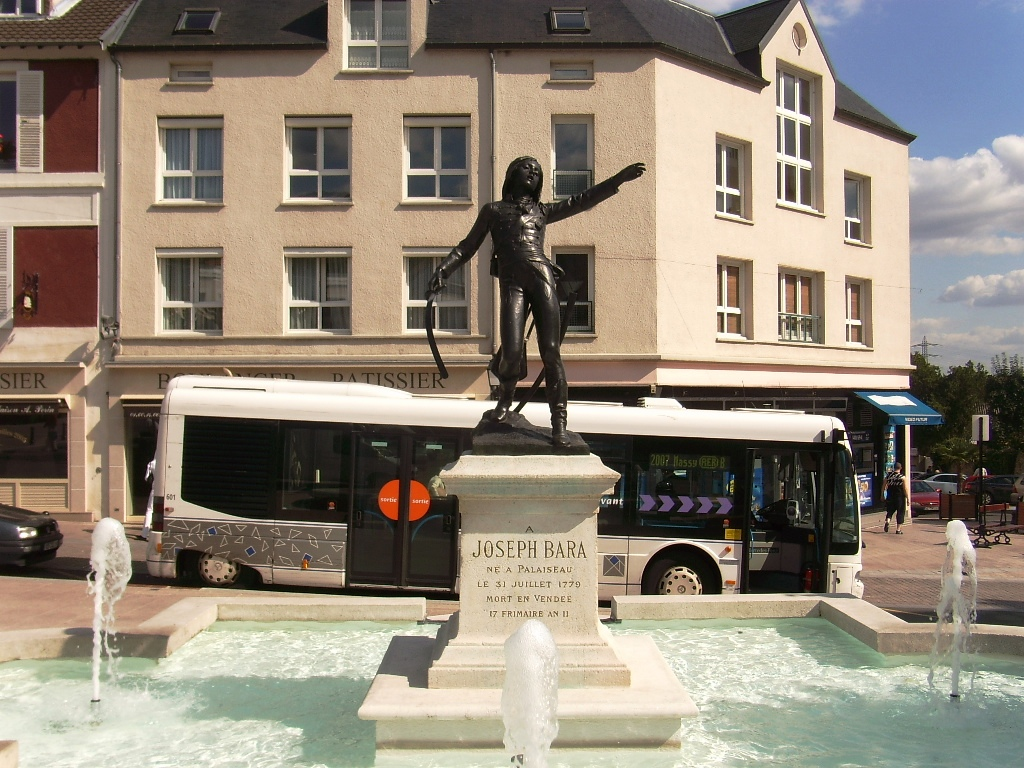
Estatua de Joseph Bara en Palaiseau

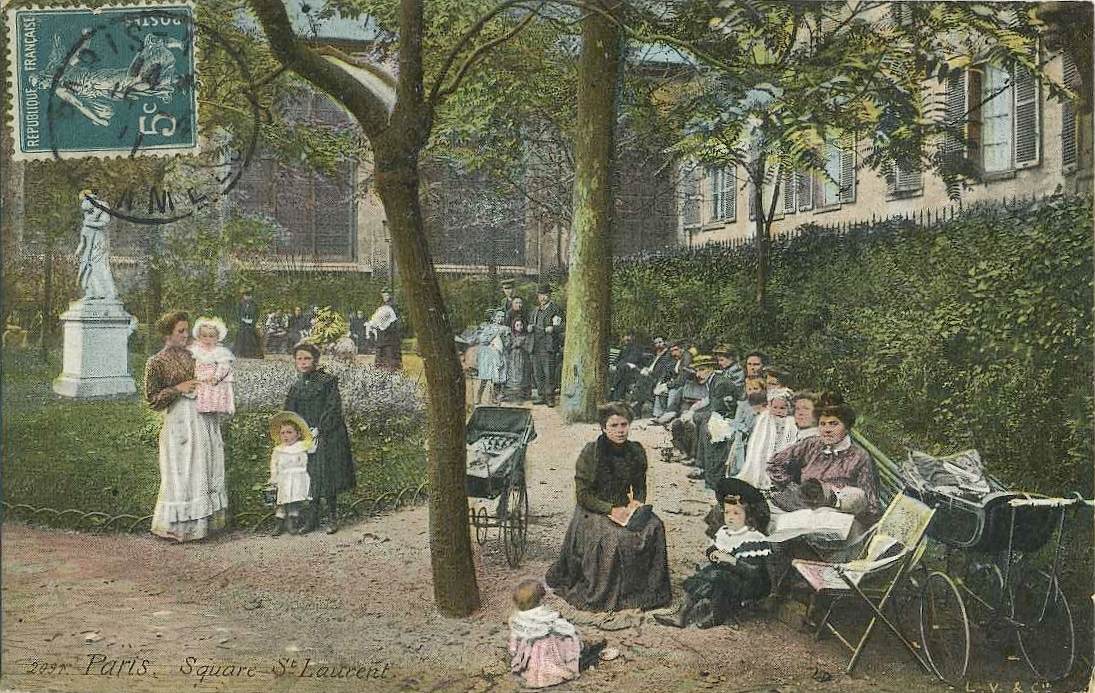
Vista de la square Saint-Laurent (fr:- París, distrito 10) - Carta postal coloreada hacia 1900/1910. Estatua Frère et soeur, piedra (1897), de Louis Albert-Lefeuvre (hoy en día retirada de la square)

Entre las mejores y más conocidas obras de Louis Albert-Lefeuvre se incluyen las siguientes:
- Juana de Arco, estatua, yeso, Salón de 1875,

- Adolescencia (1876) estatua de yeso. Mármol presentado en el Salón de 1880.[2]
- Fin de journée original en yeso presentado en el Salón de 1878. En 1907 el escultor donó a la manufactura de Sevres el modelo, a partir del cual Henri Robert produjo los moldes para la edición en porcelana. Una de las porcelanas de 1907, se conserva en el Museo de Orsay.[3]

- Saint Michel, (fundiciones Salin et Capitain) de hierro fundido

- Joseph Bara (fr), estatua (1881)  Palaiseau

- Después del trabajo -Après le travail  , grupo de yeso (1885)
- Armand Carrel, estatua de bronce (1887) (destruida)[4] ·[5]

- Antepasado - L'Aïeul  ,  grupo en yeso, Museo de Cholet[6]

- Le Pain,  grupo de mármol[7]

- Por la patria - Pour la patrie, hierro fundido (fundición Salin)

- Pour la patrie,  grupo en mármol,  Salon des artistes français 1890

- Juan le Maingre, Mariscal Boucicault

- estatua del escritor Paul-Louis Courier (fr), modelo en yeso y piedra.[8]

- Marivaux, busto de bronce (fundición Siot-Decauville)

- Los fundidores de campanas o los fundidores de la Edad Media

Les Fondeurs de cloche ou Les Fondeurs du Moyen-Âge, estatua, estaño y bronce (fundición Siot), exposición universal de 1900,
- El Reposo - Le Repos, bronce (fundición Ferdinand Barbedienne )
- Estatua de Saint Paul (1875), de piedra, en la fachada de la Iglesia de San Pedro y san Pablo en Clamart[9] La de San Pedro que hace pareja en la fachad es de Ernest Damé. 48°47′56.95″N 2°15′47.69″E / 48.7991528, 2.2632472

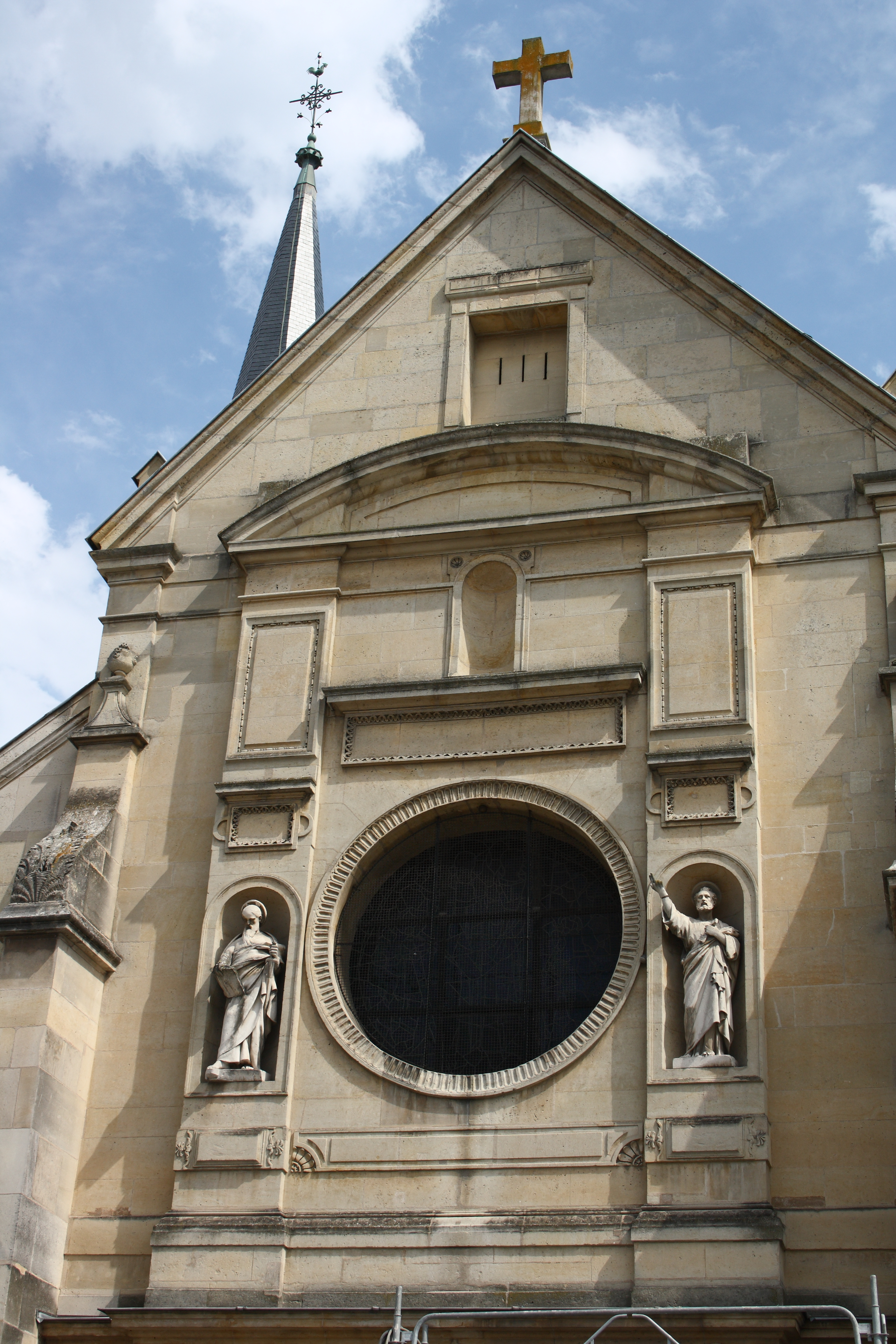
fachada de la Iglesia de San Pedro y san Pablo en Clamart
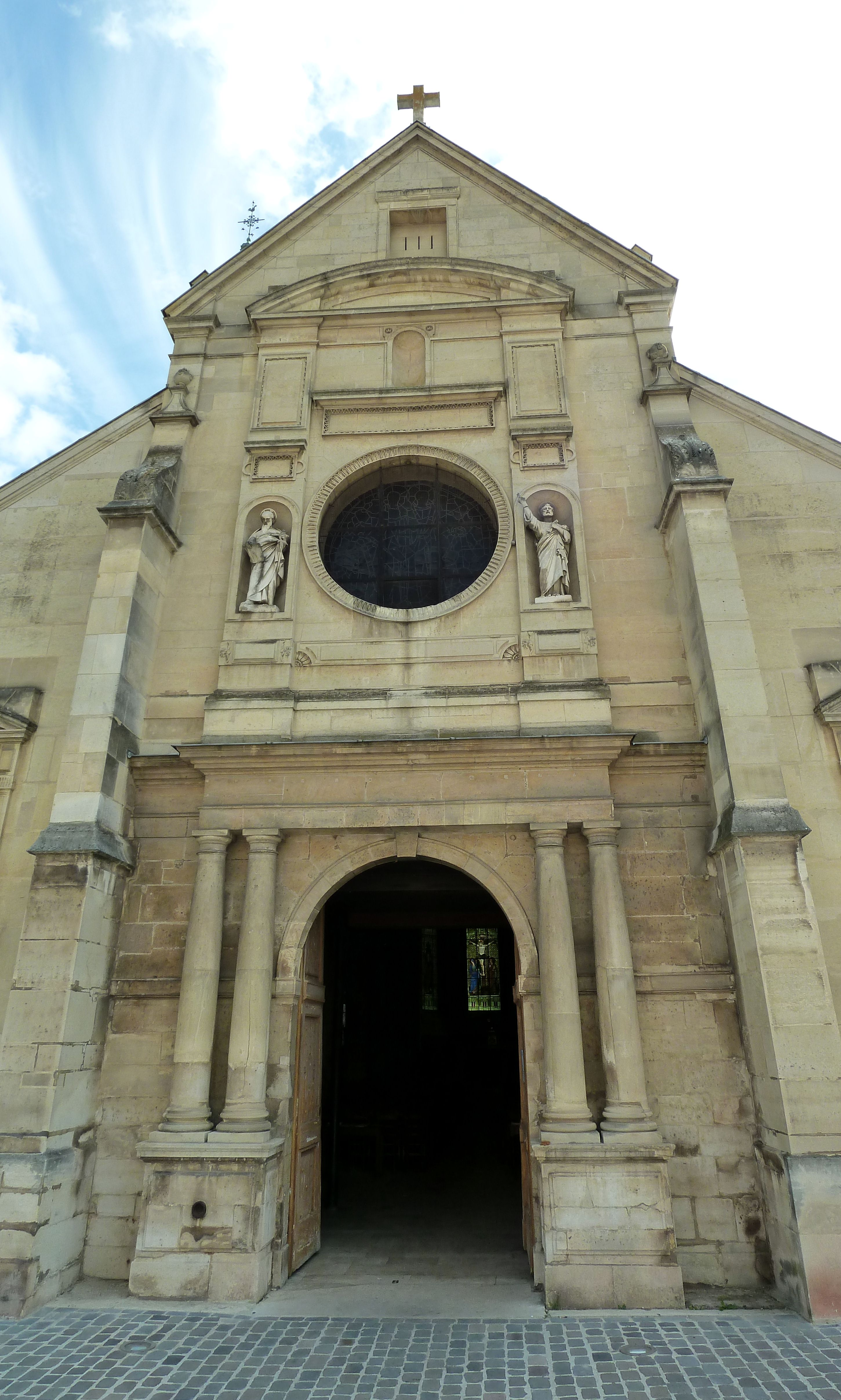
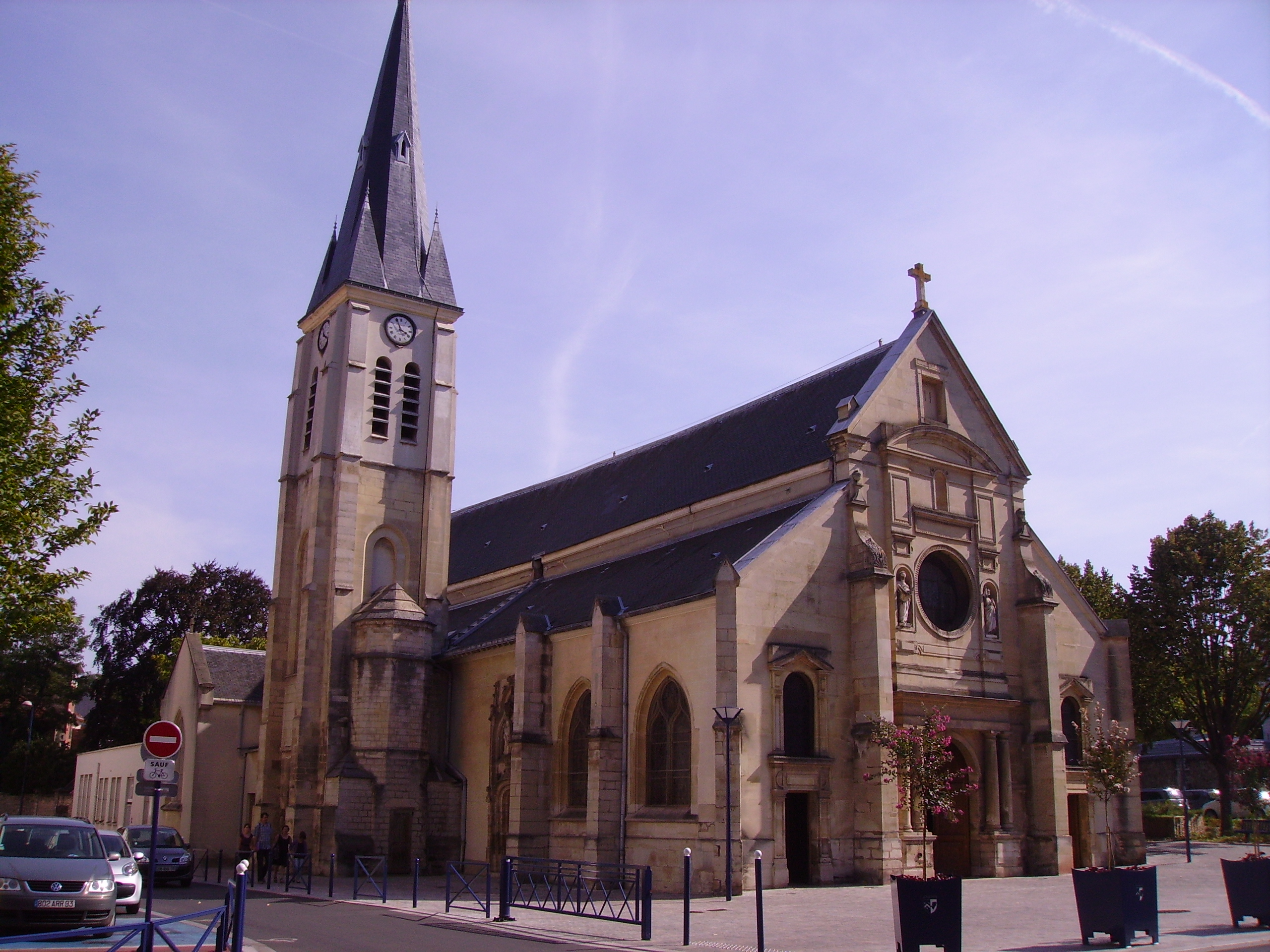
Pulsar para ampliar.